# Strix chacoensis
Strix chacoensis е вид птица от семейство Совови (Strigidae).

## Разпространение
Видът е разпространен в Аржентина, Боливия и Парагвай.